# Loretta Schrijver
Loretta Maxine Schrijver (New York, 16 mei 1956 – Amsterdam, 27 maart 2025) was een Nederlands televisiepresentatrice die bekend werd als nieuwslezer, presentator van diverse televisieprogramma's en door haar inzet voor dierenwelzijn.

## Jeugd en opleiding
Schrijver werd geboren in het stadsdeel Queens in de Amerikaanse stad New York. Haar moeder Aletta Visser was schoonheidsspecialist, haar vader Max Schrijver was een Joodse textielhandelaar. Toen zij tien maanden oud was, verhuisden haar ouders terug naar Nederland; Loretta bracht haar kleuterjaren door in Amsterdam. Hier leerde ze op een Montessorikleuterschool al vroeg goed lezen. Na een paar jaar verhuisde de familie weer naar de Verenigde Staten. Ditmaal streken zij neer in Hollywood, Californië. Op achtjarige leeftijd verhuisde Loretta opnieuw naar Nederland en doorliep met een snel ingehaalde Nederlandse taalachterstand de lagere school. Eerst in Den Haag, toen Venlo en Zandvoort, om uiteindelijk weer terug te keren in Amsterdam. Toen ze in 1975 het gymnasiumdiploma had behaald, werd ze door haar ouders naar de Alliance française in Parijs gestuurd om haar Frans te verbeteren.

## Werkzaamheden
Schrijver ging na haar studies geschiedenis en vertaalkunde voor de televisie werken. Ze werkte vanaf 1980 voor de redactie van Teletekst van de NOS , de Wereldomroep, de TROS (Jongbloed en Joosten) en de toenmalige publieke omroep Veronica bij de programma's Veronica Nieuwsradio en Nieuwslijn. 
Vanaf 1989 presenteerde ze, onder meer naast Jeroen Pauw, de hoofdbulletins van het RTL Nieuws. In 2000 verruilde ze RTL 4 voor de AVRO, waar ze onder meer het programma Alle dieren tellen mee en samen met Roeland Kooijmans een kerstconcert rondom prinses Christina presenteerde. Na een jaar kwam ze tot de conclusie dat de publieke omroep niet bij haar paste en keerde ze terug naar het RTL Nieuws waar ze enkele jaren het Zes Uur Nieuws presenteerde waarna ze in 2003 weer de hoofdbulletins om Half Acht ging lezen. Bij RTL presenteerde ze verder onder meer Nederland in het Nieuws, Week XY, Gezondheid en tal van Unicef- en WNF-programma's.
Op 1 mei 2007 werd bekend dat Schrijver in september 2007 de overstap naar Omroep MAX zou maken. Op 28 mei presenteerde ze voor de laatste keer het RTL Nieuws. Op 2 juni 2007 nam ze officieel afscheid van RTL in het programma Laat ze maar lachen met als gasten collega-nieuwslezer Jan de Hoop en weervrouw Helga van Leur. Vanaf 17 september 2007 tot 22 augustus 2008 presenteerde Schrijver bij Omroep Max het programma Max en Loretta. In 2007 en 2008 presenteerde Schrijver samen met Harm Edens het televisieprogramma De Nationale Geheugentest.
Op 22 augustus 2008 kondigde Omroep Max aan dat Schrijver voor onbepaalde tijd niet meer voor de omroep werkzaam zou zijn ten gevolge van een burn-out. Eind november dat jaar besloot Omroep Max de samenwerking met Schrijver te verbreken nadat geconstateerd werd dat ze een animatiefilm had ingesproken, terwijl ze officieel nog met een burn-out ziek thuis zat. Schrijver werkte tijdens haar burn-out mee aan het inspreken van de animatiefilm Despereaux.
Voor veel dierenwelzijnsorganisaties sprak ze radiospots in. Ook is ze voice-over geweest van diverse programma's. In 2010 deed Schrijver mee aan het AVRO-programma Wie is de Mol?. Ze viel in de eerste aflevering af. In 2009 sprak Schrijver een stem in voor de film WALL-E als de Scheepscomputer. Vanaf april 2010 ging Schrijver samen met Quinty Trustfull het ochtendprogramma Koffietijd op televisie presenteren vanuit een villa in Eemnes, die eerder had gediend als huis waar de deelnemers aan het televisieprogramma de Gouden Kooi in gehuistvest waren.
In de zomer van 2013 was Schrijver panellid in het tiende seizoen van Ranking the Stars. Schrijver presenteerde op 19 april 2015 eenmalig Carlo & Irene: Life4You, omdat presentatrice Irene Moors gewond was geraakt tijdens de repetitie van het programma.
In 2018 nam ze deel aan het tweede seizoen van het RTL 4-programma Kroongetuige, dat werd opgenomen in Zweden. Ze werd de zesde afvaller en moest het spel vlak voor de finale verlaten. Van september 2019 tot en met januari 2025 was Schrijver panellid in het RTL 4-programma The Masked Singer. Hiervoor kreeg Schrijver complimenten van de kijkers. Tevens was ze vaste gast in het tv-programma Pauls nummer 1 show van Paul de Leeuw, waarin ze vanaf een digitaal scherm De Leeuw bijstond en voorzag van achtergrondinformatie van antwoorden van de quiz.  Schrijver was in 2019 panellid in de speciale aflevering van Ranking the Stars dat binnen de oudejaarsaflevering van het programma Paul pakt uit! werd uitgezonden. In februari 2020 was Schrijver vervangend teamleider in het televisieprogramma Beste Kijkers.
In april 2022 was Schrijver eenmalig gastpanellid in het RTL 4-programma Make Up Your Mind. Datzelfde jaar had ze een kleine rol als zichzelf in de bioscoopfilm Foodies. In het voorjaar van 2025 was Schrijver panellid in het televisieprogramma Ranking the Stars.

## Persoonlijk
Schrijver had begin jaren tachtig enkele jaren een relatie met Jeroen Pauw. Tot aan haar overlijden was ze meer dan dertig jaar samen met haar partner Lou Vaz Dias. Door haar geboorte in de Verenigde Staten bezat ze naast de Nederlandse tevens de Amerikaanse nationaliteit.

## Ziekte en overlijden
In 2021 werd bij Schrijver darmkanker geconstateerd. Ze onderging twee operaties maar daarbij kreeg zij diverse complicaties. Zij ontwikkelde daardoor een angststoornis, waar zij door middel van EMDR-therapie grotendeels van af kwam. In 2022 werd wederom kanker geconstateerd, nu aan de lever. Zoals zij zei zat de ziekte in haar systeem en was de voedingsbron angst. Uiteindelijk overleed ze in het ziekenhuis in de nacht van 26 op 27 maart 2025 aan de gevolgen van de ziekte.
- Virtual International Authority File: 289456574
- WorldCat: E39PCjrfjRKTV6jXMdwvKMtPKm